# Lycée Alexandre-Ribot
Le lycée Alexandre-Ribot est situé au 42 de la rue Gambetta, dans la ville de Saint-Omer en France. Fondé en tant que collège jésuite en 1565 (un deuxième collège jésuite a été fondé par des jésuites anglais en 1593), il porte le titre de lycée depuis 1848 et le nom de l'ancien élève Alexandre Ribot depuis 1924.

## Historique

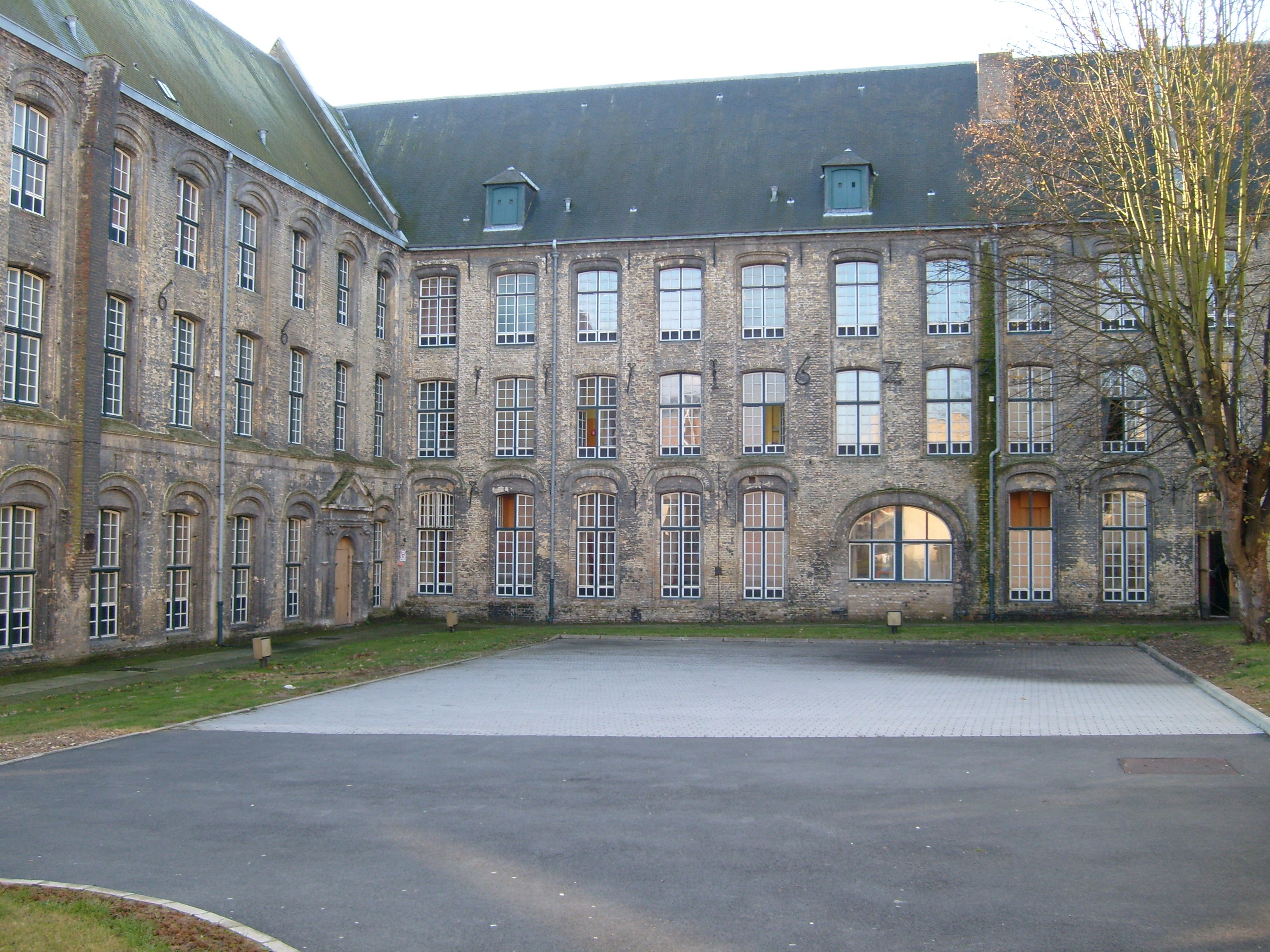
L'internat (ancien séminaire épiscopal), lycée Alexandre-Ribot (Saint-Omer).

Les jésuites qui fondent le collège de Saint-Omer en 1568 en sont expulsés en 1762. Repris par d'autres prêtres il est fermé lorsque ceux-ci refusent le serment qui accompagne la constitution civile du clergé de 1791.
Rouvert comme institution d'enseignement en 1802, il devient collège impérial en 1808 puis collège royal après la chute de l'Empire français en 1815. Enfin, avec la fin de la monarchie de Juillet, en 1848 il devient lycée. Il est dénommé lycée Alexandre-Ribot depuis 1924. Jusqu'en 1946, ce fut le seul lycée d'État du Pas-de-Calais.
L'actuel internat du lycée est localisé dans un ancien séminaire épiscopal qui date du XVIIe siècle, tandis que le bâtiment qui abrite actuellement les sections BTS, le bâtiment Coste (ancien collège des Jésuites anglais, ancien hôpital militaire après la Révolution et hôpital allemand lors de l'Occupation allemande), date du XVIIIe siècle.
Depuis septembre 2020, le Proviseur du lycée est Monsieur Alain Prévost. Environ 1 300 élèves sont actuellement scolarisés au lycée et sont répartis en trois classes qui préparent aux baccalauréats général et technologique (2e, 1re et terminale) et en des sections BTS. Certains élèves sont inscrits dans la section européenne du lycée (qui prépare à la 'mention européenne' au baccalauréat); ces élèves assistent à un cours hebdomadaire d’histoire-géographie en langue anglaise.
Un échange scolaire avec un établissement scolaire anglais se trouvant à Gateshead fut établi en 2000.

## Classement du lycée
En 2015, le lycée se classe 16e sur 43 au niveau départemental quant à la qualité d'enseignement, et 1086e au niveau national. Le classement s'établit sur trois critères : le taux de réussite au bac, la proportion d'élèves de première qui obtient le baccalauréat en ayant fait les deux dernières années de leur scolarité dans l'établissement, et la valeur ajoutée (calculée à partir de l'origine sociale des élèves, de leur âge et de leurs résultats au diplôme national du brevet).

## Personnalités liées aux collèges des jésuites et au lycée

### Liste d'anciens élèves du collège des Jésuites anglais

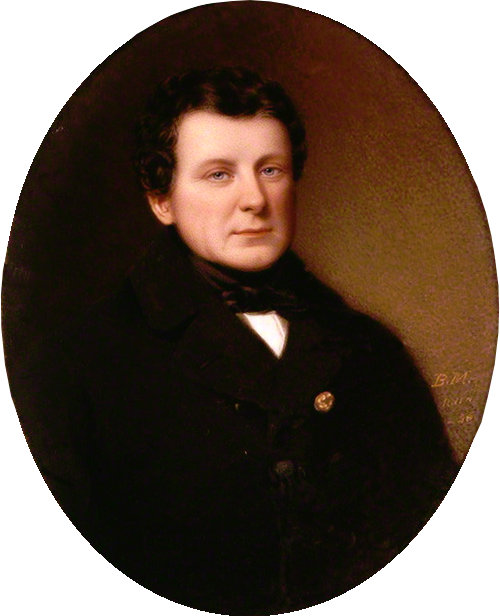
Daniel O'Connell étudia plusieurs années au collège des Jésuites anglais de Saint-Omer.

- St Thomas Garnet, martyr catholique anglais[3]
- St Philippe Evans, jésuite et martyr catholique anglais[4]
- St Jean Plessington, martyr catholique anglais[5]
- Sir Henry Gage, gouverneur d'Oxford[6]
- Thomas Gage, missionnaire jésuite anglais[7]
- Ambrose Corbie, jésuite et historien anglais[8]
- William Habington (en), poète anglais[9]
- Philip Calvert, gouverneur du Maryland[10]
- Anthony Terill, jésuite anglais, écrivain de langue latine[11]
- Bienheureux William Ireland, conspirateur anglais[12]
- Francis Hawkins, jésuite anglais, traducteur, fils de John Hawkins[13]
- Henry More, jésuite, historien de l'Église et homme politique anglais, descendant de Thomas More[14]
- Louis, marquis de Sabran, aumônier de Jacques II d'Angleterre[15]
- Charles Talbot, 1er duc de Shrewsbury, gentilhomme britannique, signataire de l'appel à la maison d'Orange en 1688 ; lord-chambellan ; Lord Trésorier ; lord-lieutenant d'Irlande ; ambassadeur en France ; Conseiller privé ; chevalier de l'ordre de la Jarretière[16]
- Arthur Murphy, écrivain et journaliste anglais[17]
- John Caryll, poète et dramaturge anglais[18]
- John Carroll, évêque américain, fondateur de l'Université de Georgetown[19]
- Charles Carroll, planteur américain, signataire de la déclaration d'indépendance des États-Unis[20]
- Daniel Carroll, planteur américain, signataire de la constitution des États-Unis et des Articles de la Confédération[21]
- William Kilty (1743 - 1802), juge fédéral américain[22]
- Thomas Lloyd, « père de la sténographie américaine », rapporteur du Discours inaugural de George Washington[23]
- Aedanus Burke (en), membre de la Chambre des représentants des États-Unis[24]
- James White (en), membre de la Chambre des représentants des États-Unis[25]
- Daniel O'Connell, le « Libérateur » de l'Irlande, homme politique irlandais[26]
- Henry Blundell, collectionneur d'art britannique[27]
- Leonard Neale, président de l'université de Georgetown[15]
- Christopher Grant Champlin, membre de la Chambre des représentants des États-Unis[28]

On y a aussi classé Edmund Burke, écrivain et philosophe britannique, mais le fait est contesté.

### Liste d'anciens élèves du collège des Jésuites wallons
- Jehan Titelouze, compositeur et organiste français[30]
- Louis Aloÿs de Hohenlohe-Waldenbourg-Bartenstein, prince allemand, maréchal de France[citation nécessaire]

### Liste d'anciens élèves du lycée
- Norman Angell, homme politique britannique, prix Nobel de la paix (1933)[31]
- Henri Collette, homme politique français, sénateur RPR de la Ve République[32]
- Camille Peugny, sociologue français[33]
- Alexandre Ribot, homme politique français, président du Conseil de la IIIe République[34]
- Pierre-Paul Royer-Collard, homme politique français, académicien[35]

### Liste d'anciens professeurs du collège des Jésuites anglais
- Titus Oates, ecclésiastique et parjure anglais, inventeur du complot papiste supposé attenter à la vie de Charles II[36]